# Pallerols (Talavera)
|  | Aquest article tracta sobre el poble del municipi de Talavera (Segarra). Vegeu-ne altres significats a «Pallerols». |

Pallerols és una entitat de població del municipi de Talavera, a la comarca de la Segarra al sector nord d'aquest terme municipal i a la riba dreta del riu Ondara, a escassos quilòmetres del poble de Sant Antolí i Vilanova del municipi veí de la Ribera d'Ondara. El poble consta d'un nucli primitiu, format per una antiga vila closa i un conjunt de masies que la voltegen. L'indret és poblat des de l'antiguitat, la prova és que a un tossal a prop del poble s'hi ha trobat un assentament iber i romà. Cal destacar del poble l'església romànica de Sant Jaume de Pallerols, situada fora de la vila closa, presenta elements gòtics i un gran campanar d'espadanya. Actualment té 63 habitants, per tant és el segon nucli del municipi en nombre d'habitants.